# エア・バルティック
エア・バルティック airBaltic はリガを本拠とするラトビアの国営航空会社である。ラトビアの「フラッグ・キャリア」。格安航空会社の業態で運航している。

## 歴史
- 1995年8月28日、スカンジナビア航空(SAS)、ラトビア政府の合弁事業として設立。
- 1995年10月1日、サーブ340を使用して、リガ国際空港を拠点に運航を開始[1]。
- 1996年、BAe 146を導入。
- 1997年には貨物輸送部門を開始。
- 1998年、フォッカー50型機を導入。
- 2003年、ボーイング737-500を導入。
- 2004年10月、社名をAir Balticから現行のairBalticに変更した。
- 2006年、ボーイング737-300を導入。
- 2008年、ボーイング757を導入。
- 2009年1月、スカンジナビア航空が、保有していたエア・バルティックの全株式を売却した[2]。
- 2009年10月21日より独自のマイレージサービスであるBalticMilesを開始している。
- 2011年8月、財政状況が悪化し、 2011年9月中旬には、従業員の約半数を解雇し、月に約700便を削減する計画を発表した[3][4][5]。
- 2016年より、エアバスA220を導入。
- 2017年の定時運航率は90.01%を記録。世界の航空会社の中でトップとなった[6]。
- 2020年3月17日、新型コロナウイルスの感染拡大を受け、運航を一時的に停止した[7]。
- 2022年、スイス航空など、他社へのウェットリース事業を開始した。
- 2023年11月、デルタ航空とコードシェアを開始すると発表した[8]。
- 2024年6月24日、スカイトラックスから2024年東ヨーロッパのベストエアラインに選出された[9]。

## 就航地
- ラトビア : リガ、リエパーヤ
- リトアニア : ヴィリニュス、パランガ
- エストニア : タリン
- オーストリア : ザルツブルク、ウィーン
- ベラルーシ : ミンスク
- ベルギー : ブリュッセル
- キプロス : ラルナカ
- チェコ : プラハ
- デンマーク : ビルン、コペンハーゲン
- スペイン : バルセロナ
- フィンランド : ヘルシンキ、タンペレ、トゥルク
- フランス : パリ(CDG)
- ドイツ : ベルリン(TXL)、デュッセルドルフ、フランクフルト、ハンブルク、ミュンヘン、ハノーファー
- ジョージア : トビリシ

- ハンガリー : ブダペスト
- イスラエル : テルアビブ
- イタリア : ミラノ(MXP)、ローマ、ヴェローナ
- オランダ : アムステルダム
- ノルウェー : オスロ
- ポーランド : ワルシャワ
- ロシア : カザン、モスクワ(SVO)、サンクトペテルブルク、カリーニングラード
- スロバキア : ポプラト（英語版）
- スウェーデン : ヨーテポリ、ストックホルム
- スイス : ジュネーブ、チューリッヒ
- アラブ首長国連邦 : アブダビ
- イギリス : ロンドン(LGW)
- ウクライナ : キエフ

2018年1月現在

## 保有機材

### 運航機材
2025年5月現在、エア・バルティックの機材は以下の通りである。エア・バルティックの機材はすべてA220-300 でありモノクラスとなっている。また、世界で最も多くエアバスA220を運航している会社でもある。
| 機材             | 運用機数 | 発注機数 | 座席数 |
| ---------------- | -------- | -------- | ------ |
| エアバスA220-300 | 50       | 40       | 145    |
| エアバスA220-300 | 50       | 40       | 149    |
| 合計             | 50       | 40       |        |

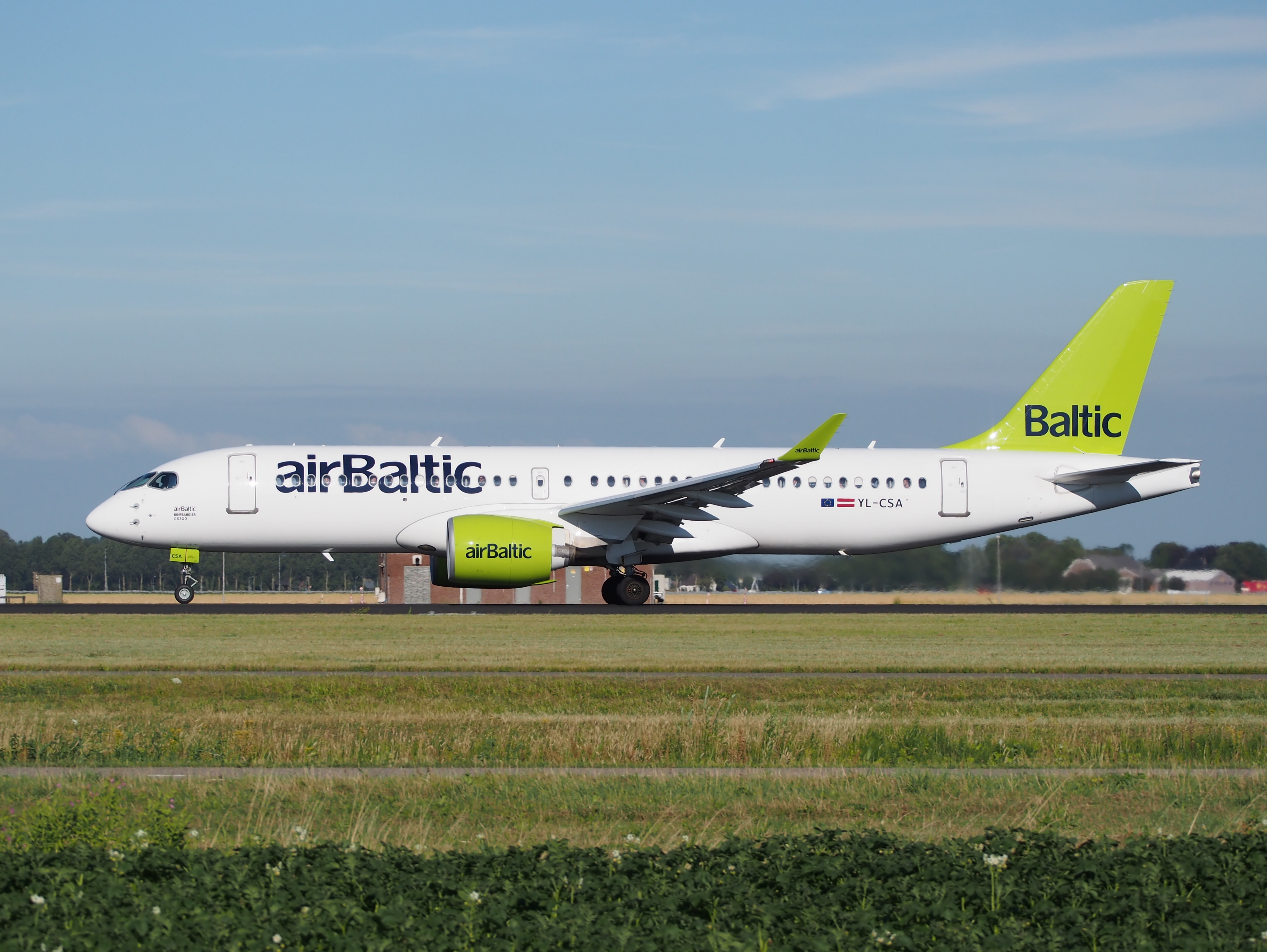
エアバスA220-300
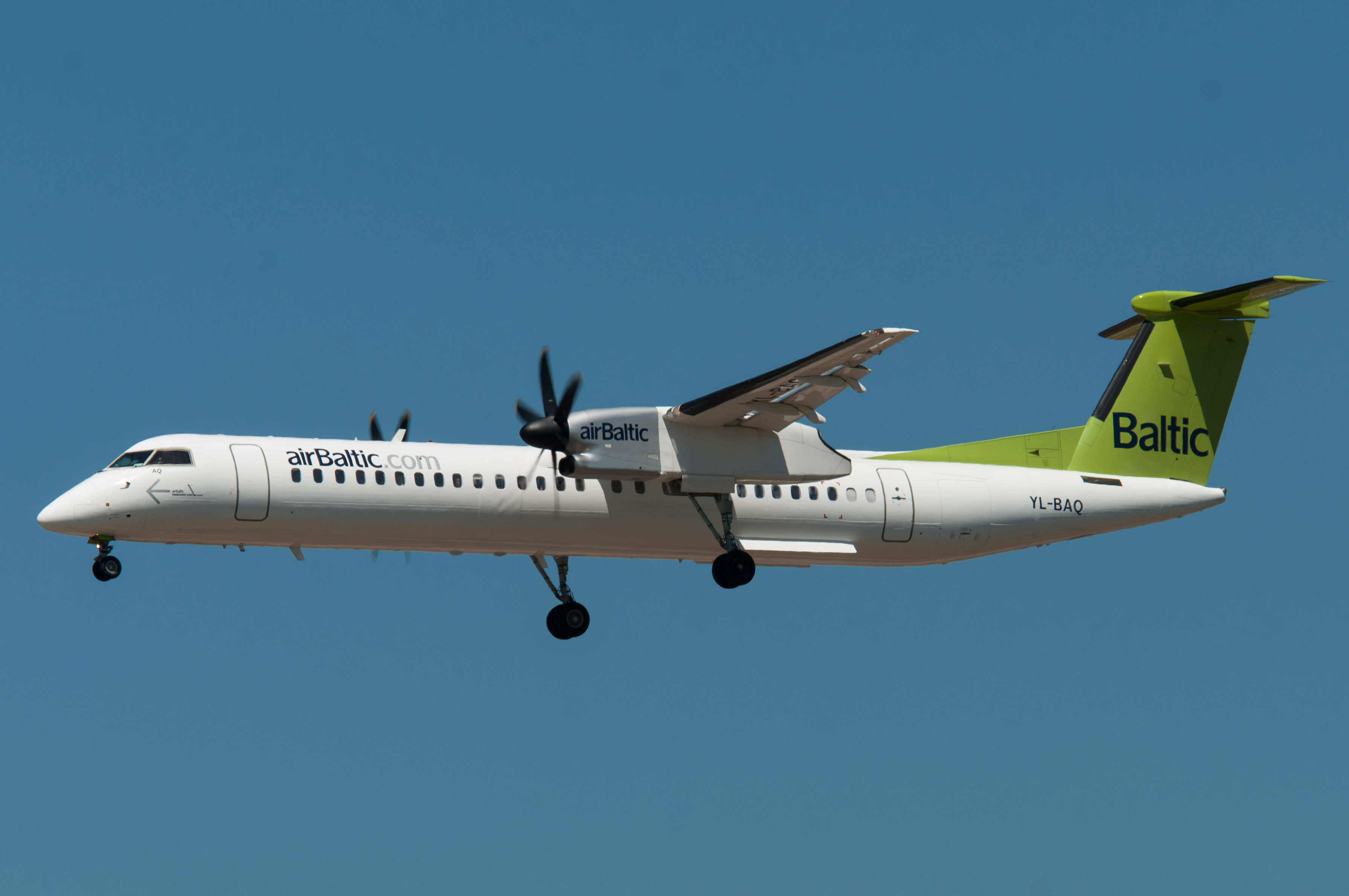
ボンバルディアDHC-8-400
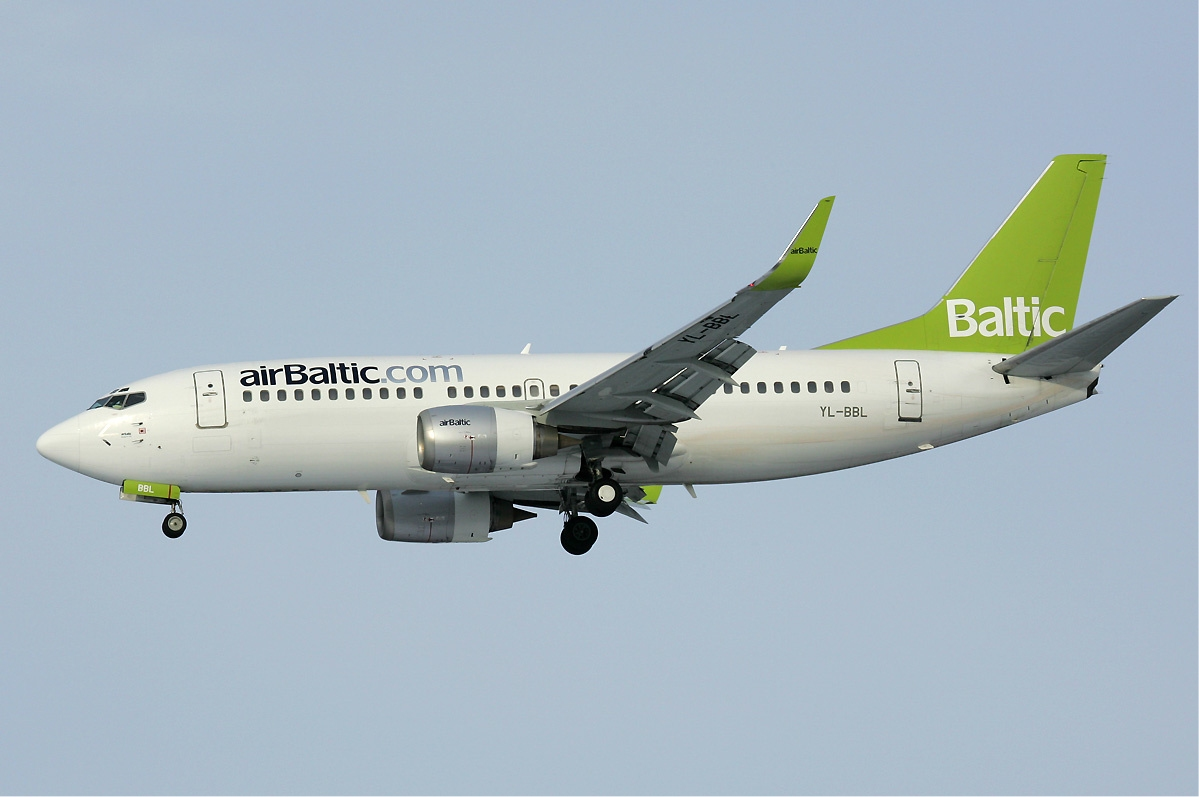
ボーイング737-300
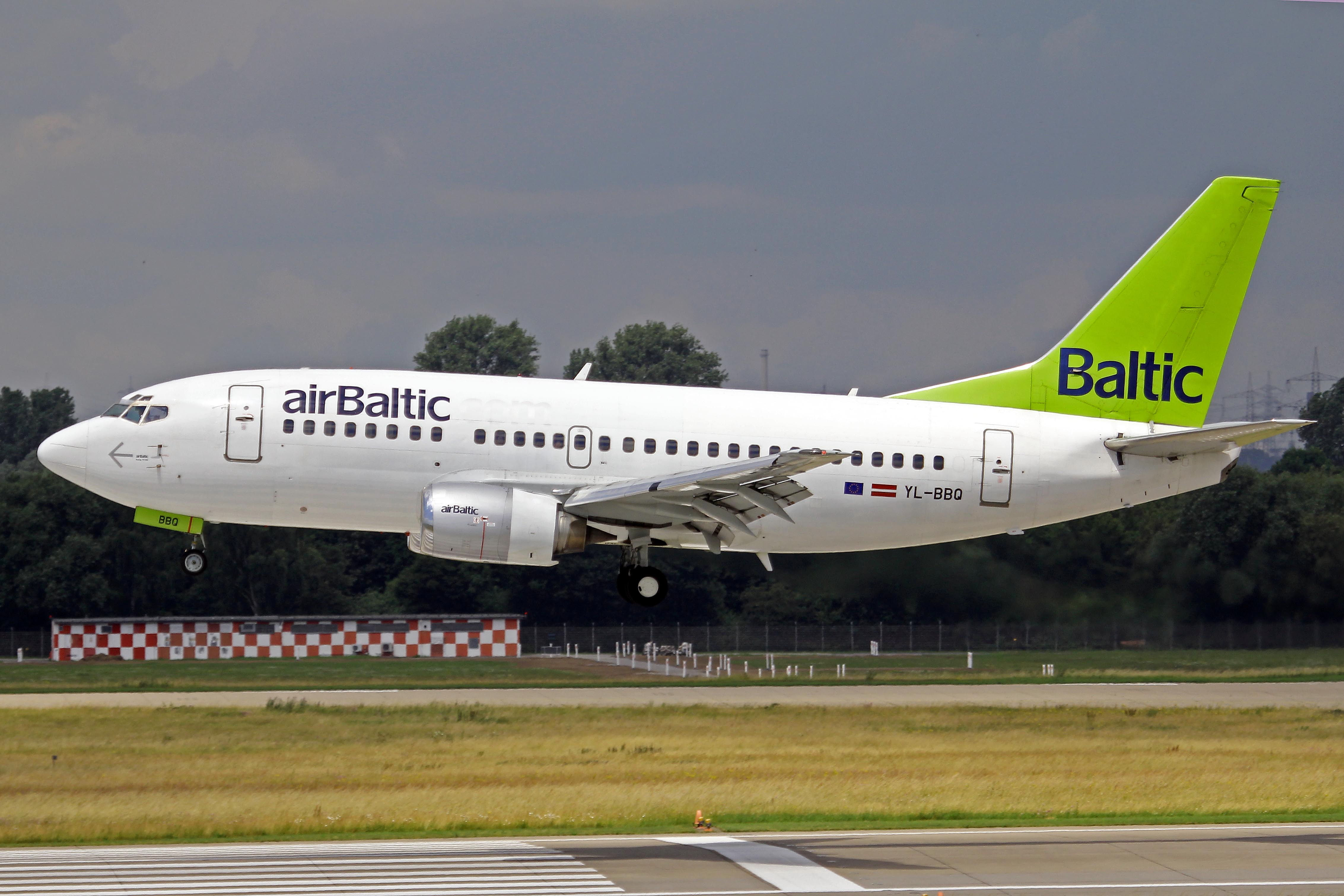
ボーイング737-500

### 退役済機材一覧
- エアバスA319-100
- ボーイング757‐200

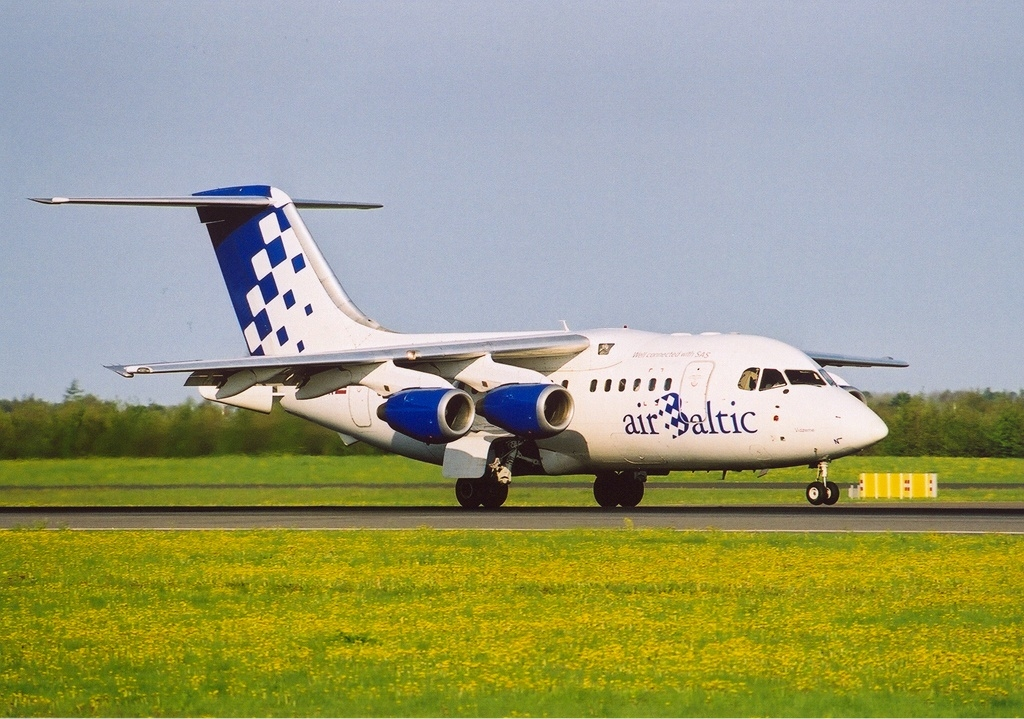
アブロRJ70
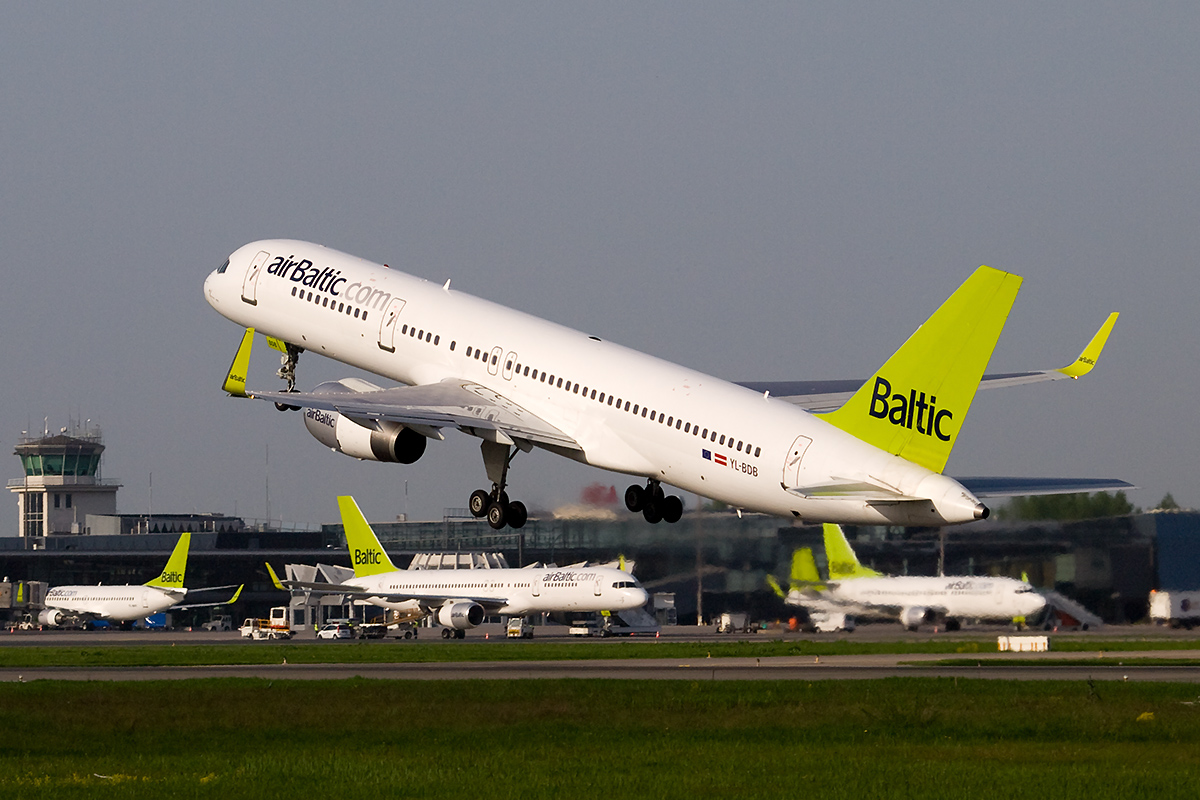
ボーイング757-200

- ブリティッシュエアロスペースBAe146‐200
- フォッカー50
- サーブ340

- アブロRJ70
- ボーイング757-200

## サービス

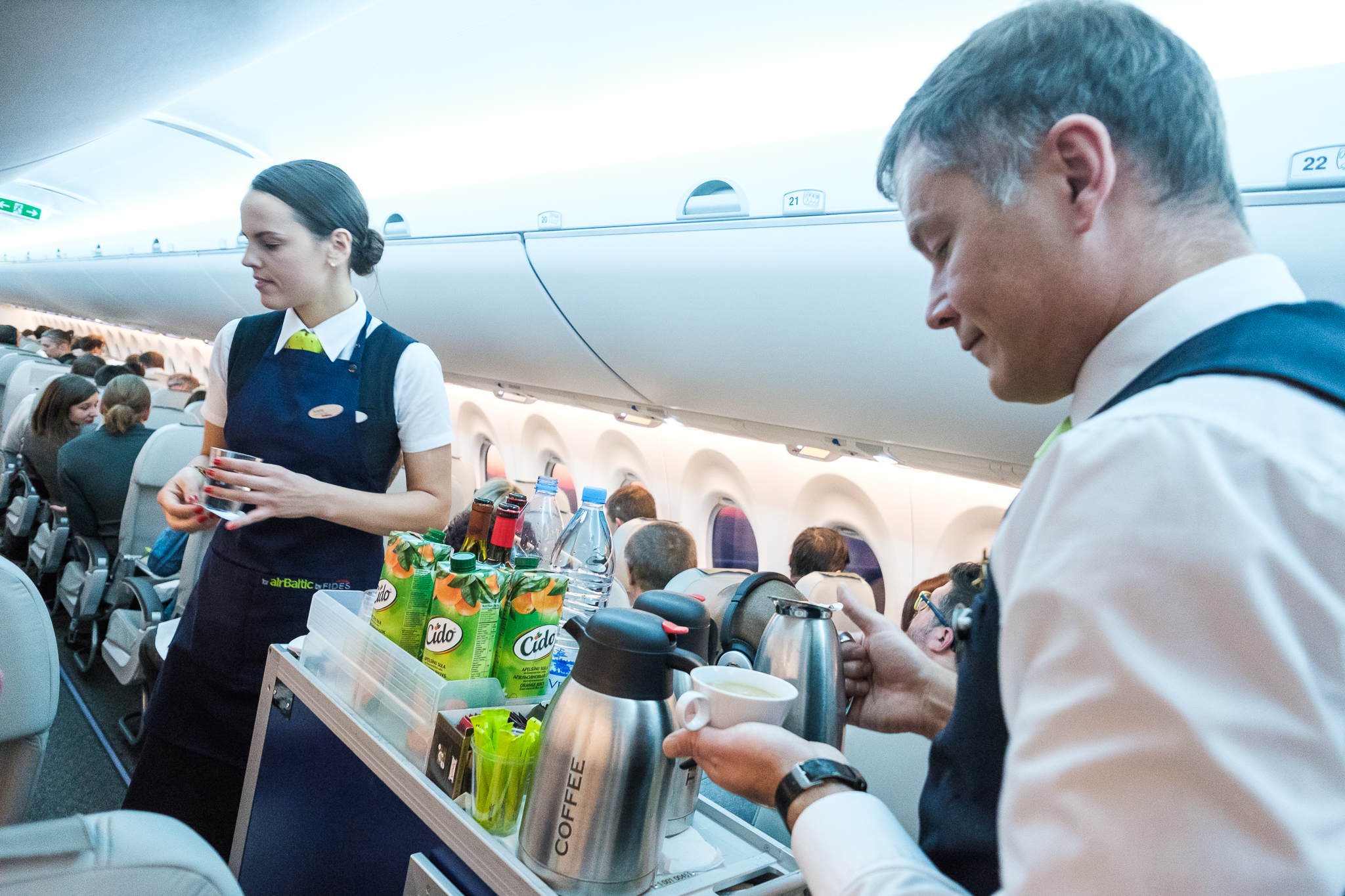
ドリンクサービス
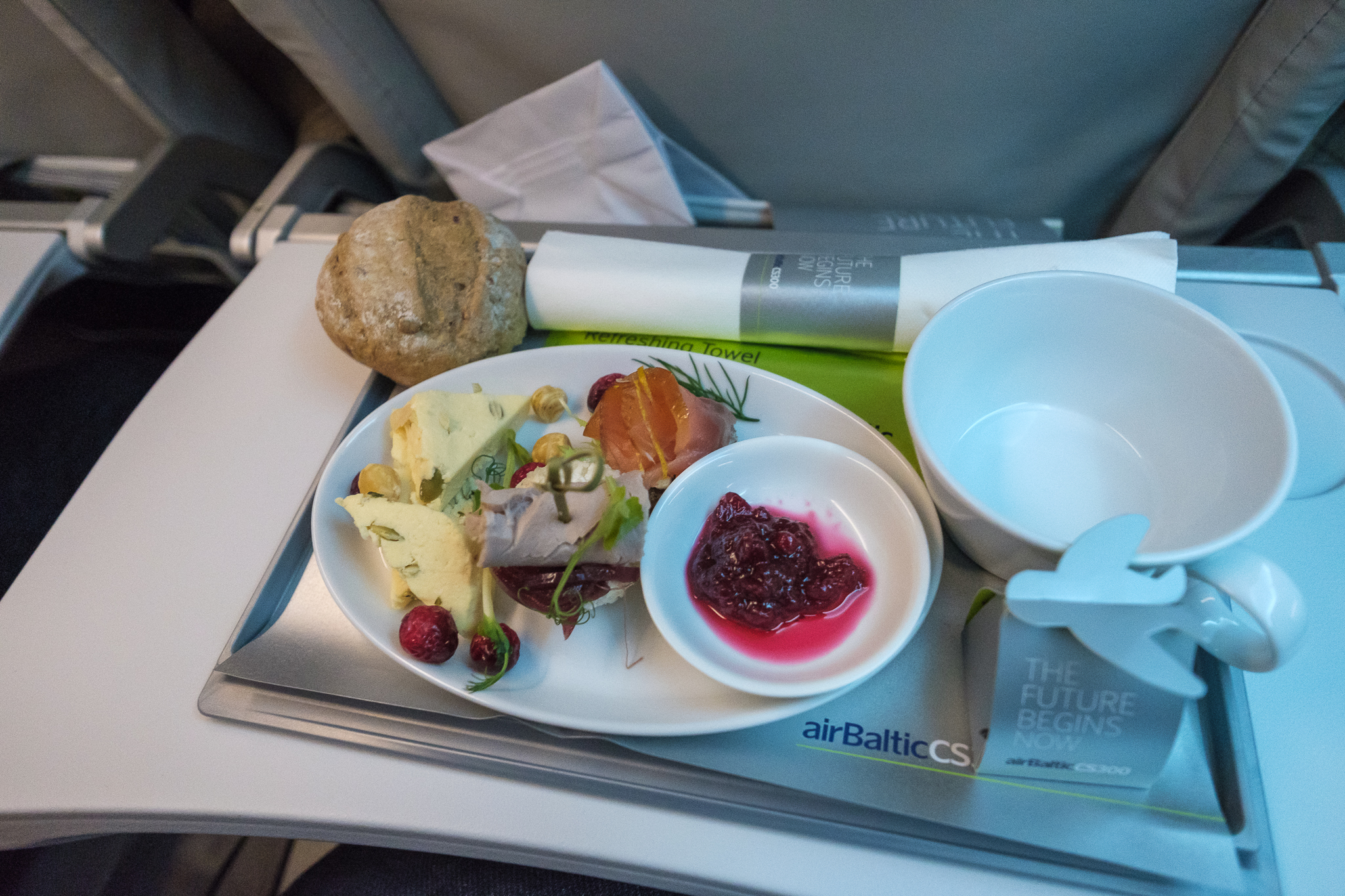
機内食